# Para Sempre - Genival Lacerda
Para Sempre - Genival Lacerda é um álbum de Genival Lacerda lançado em 2001 pela gravadora EMI, como parte da coleção Para Sempre.

## Faixas
1. "Eu não Danço Discotheque"
2. "Severina Xique Xique"
3. "Mate o Veio, Mate!"
4. "Quem Dera"
5. "A Radiola"
6. "Radinho de Pilha"
7. "O Jegue Milionário"
8. "O Gravador"
9. "Troque as Pilhas"
10. "O Burrinho do Vizinho"
11. "Presente de Nordestino"
12. "Lambe-Lambe"
13. "Vamos, Mariquinha"
14. "Dor de Dente" (Melô da Bochecha)